# Otakar Griese
Otakar Griese, někdy též uváděn jako Otokar, (19. října 1881 Přerov – 2. října 1932 Přerov) byl český hermetik, astrolog, martinista, nakladatel, spisovatel a publicista.

## Biografie
Vystudoval gymnázium a hospodářskou školu v Přerově. Po maturitě (1899) byl zaměstnán na velkostatku a později jako soudní praktikant a poštovní úředník. V roce 1905 se profesionálně začal zabývat hermetismem. Založil Ústřední okultní nakladatelství a Svobodné učení nauk hermetických a vydával časopis Isis. Studoval tzv. vysokou školu hermetických věd (Université libre des Hautes études) v Paříži, kde se roku 1910 stal čestným doktorem a později i čestným profesorem.
V době 1. světové války sloužil v zásobování armády. Po válce obnovil svou publikační činnost. Publikoval v okultně zaměřených časopisech a překládal hermetická díla do češtiny (mj. i první díl Okultní filosofie středověkého okultisty Heinricha Cornelia Agrippy z Nettesheimu). Jeho kniha Astrologie - mathematický systém moderní horoskopické astrologie (1913), je považována za první moderní českou astrologickou publikaci.
V roce 1927 se z finančních důvodů přestal věnovat studiu okultních nauk a do své smrti 2. října 1932 se živil sestavováním radiopřijímačů.